# Shafika wa Metwalli
Shafika wa Metwalli (àrab: شفيقة و متولي, Xafīqa wa-Mitwalī, ‘Shafika i Metwal’") és una pel·lícula dramàtica i romàntica egípcia de 1979 protagonitzada per Souad Hosni i Ahmed Zaki. Va ser dirigida i escrita per Ali Badrakhan a partir d'una història de Salah Jahin.

## Trama
La pel·lícula es basa en un conte popular sobre el germà i la germana Shafika i Metwal. On la germana rebel (Souad Hosni) s'escapa de la seva petita existència en un petit poble de l'Alt Egipte i es trasllada a la ciutat. La pobresa de Shafika la porta finalment a adquirir una mala reputació com a ballarina del ventre i dona mantinguda.
Badrakhan va donar a la història un avantatge sociopolític no convencional en situar-la a mitjans del segle xix, quan els depravats paxàs egipcis no es van aturar davant res per augmentar la seva riquesa i influència, fins i tot si això significava comerciar amb la vida de la seva pròpia gent i sacrificar la integritat dels altres.

## Repartiment
- Souad Hosni com a Chafika
- Ahmed Zaki com a Metwal
- Mahmoud Abdel Aziz com a Diab
- Ahmed Mazhar com a Tarabishi Bek
- Gamil Ratib com Afandina
- Mahmoud El Guindi
- Ahmed Bedir
- Younes Shalaby

## Premis
- "1980: "Premi Tanit d'Bronze" per Aly Badrakhan. Festival de Cinema de Cartago, Tunísia."
- "1980: "Premi Montgolfiere d'Or" per Aly Badrakhan. Festival dels Tres Continents de Nantes, França."